# Ampelografia

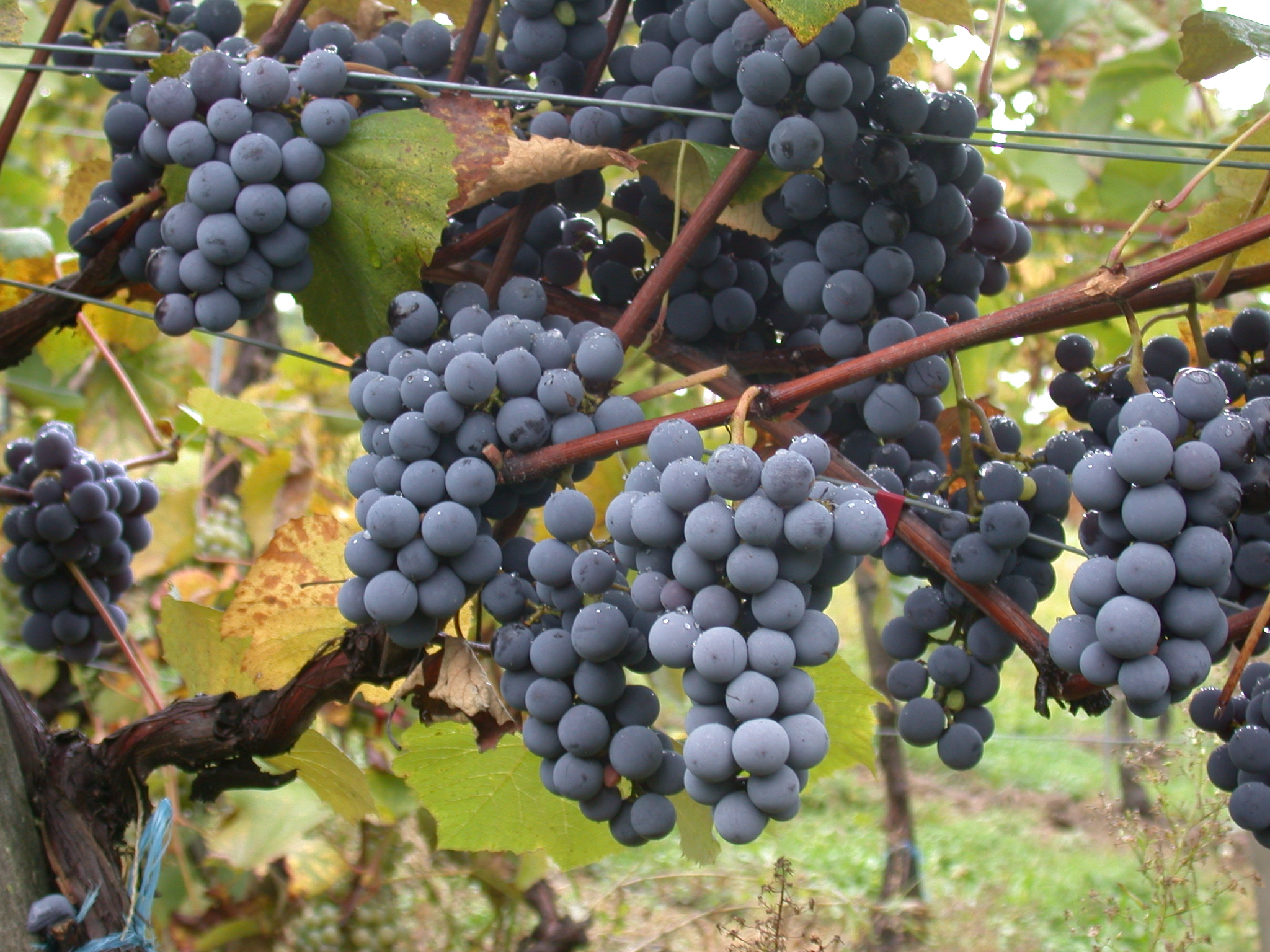
Kultywar winorośli właściwej o nazwie 'Concord'

Ampelografia (gr. ámpelos = winna latorośl) – nauka o winoroślach (Vitis spp.), zajmująca się opisywaniem i klasyfikowaniem tych roślin. Dawniej główną metodą była obserwacja i porównywanie kształtu i barwy owoców i liści winorośli. Współcześnie nauka ta zrewolucjonizowana została za sprawą badań molekularnych DNA.
Winorośl właściwa Vitis vinifera to wyjątkowo zmienny gatunek, u którego bardzo często dochodzi do mutacji. Równocześnie to gatunek o ogromnym znaczeniu gospodarczym, o bardzo długiej tradycji uprawy. W tej sytuacji duże znaczenie miała i ma właściwa identyfikacja roślin. W XIX wieku dodatkowym powodem rozwoju tej nauki było odkrycie istotnych różnic w odporności między rozmaitymi odmianami na choroby i szkodniki. Powstawać zaczęły atlasy służące do identyfikacji roślin (np. księga Victora Rendu Ampélographie française z 1857 roku). 
Przez dziesięciolecia ampelografia pozostawała bardziej dziedziną sztuki niż nauki. Klasyfikując winorośle opierano się na wybranych cechach morfologicznych. Uznawane i stosowane kryteria służące do opisu i identyfikacji winorośli stworzył Pierre Galet z Narodowej Wyższej Szkoły Rolniczej (fr. Ecole Nationale Supérieure Agronomique) w Montpellier. System Galeta oparty był na analizie takich cech jak kształt liścia, charakterystyka pędów, płeć kwiatów, kształt owocostanów, rozmiary, barwę, a nawet smak owoców (jagód). Galet opublikował swoje dzieło (Ampélographie Pratique) w 1952 roku opisując 9600 odmian winorośli. Liczba ta powtarza się w aktualnym wydaniu jego dzieła z 2000 r., a w międzynarodowym katalogu odmian winorośli z 2003 roku figuruje 16 tysięcy ich nazw (w tym synonimy). 
W końcu XX wieku wiedzę o winoroślach znacznie wzbogaciło zastosowanie badań nad DNA tych roślin. Szczególne zasługi ma w tym Amerykanka Carole Meredith z University of California, Davis. Dowiodła ona m.in. że kultywary zinfandel, primitivo i crljenak kaštelanski są identyczne. Podobnie jest z charbono i corbeau. Udowodniła, że odmianami rodzicielskimi dla sangiovese są ciliegiolo i calabrese montenuovo. Tego typu informacje są istotne dla poznania dawnych szlaków przemieszczania poszczególnych odmian. Badania molekularne pozwoliły także odkryć genetyczne podłoże pewnych cech roślin, np. stwierdzono, że geny VvMYBA1 i VvMYBA2 decydują o barwie owoców.